# Hexaborure de strontium
L'hexaborure de strontium est un composé inorganique de formule SrB6. À température ambiante, il se présente sous la forme d’une poudre noire cristalline. Un examen plus approfondi révèle des cristaux rouge foncé légèrement translucides capables de rayer le quartz. Il est très stable et a un point de fusion et une densité élevés. Bien qu’il ne soit pas considéré comme toxique, il est irritant pour la peau, les yeux et les voies respiratoires

## Magnétisme
Il a été démontré que le borure de strontium, ainsi que d’autres borures métalliques alcalino-terreux, présentent un faible ferromagnétisme à basse température. Certains pensent que cela est causé par de légères impuretés ou imperfections dans le réseau cristallin,, tandis que d’autres suggèrent que différentes explications sont nécessaires. Le borure de strontium a également été examiné pour ses propriétés semi-conductrices à des températures plus basses.

## Préparation
Dans son livre Le Four Electrique, Henri Moissan décrit une première synthèse du borure de strontium en mélangeant du borate de strontium, de l’aluminium et du carbone dans un four électrique. Alternativement, une synthèse en phase solide du borure de strontium peut être réalisée en faisant réagir deux moles de carbonate de strontium avec trois moles de carbure de bore et une mole de carbone à l’intérieur d’un four à vide.

## Utilisation
Le borure de strontium est utilisé dans l’isolation et les barres de contrôle nucléaires. Un récent brevet déposé pour des hublots d’avion utilise des nanoparticules de SrB6 dans une feuille acrylique transparente. Les propriétés d’absorption des IR de ces nanoparticules empêchent la transmission des longueurs d’onde infrarouges tout en permettant la transmission de la lumière visible.